# Jim Beam
Jim Beam je brend burbon viskija proizvedenog u Klermont, Kentakiju, od strane Beam Suntory, podružnica Suntory Holdings iz Osake, Japan. To je jedan od najbolje prodavanih brendova burbona u svetu. Od 1795, sedam generacija Beam porodice su učestvovale u proizvodnji viskija u kompaniji koja ga proizvodi. Ime brenda je postalo "Jim Beam" 1943. godine u čast pokretača biznisa. Prethodno izgrađen od strane porodice Beam, a kasnije u vlasništvu Fortune Brands holding kompanije, brend je kupljen od strane Suntory Holdings u 2014.